# Westhouse-Marmoutier
Westhouse-Marmoutier (deutsch Westhausen bei Maursmünster, elsässisch Weschthüse) ist eine französische Gemeinde mit 351 Einwohnern (Stand 1. Januar 2021) im Département Bas-Rhin in der Region Grand Est (bis 2015 Elsass).
Nachbargemeinden sind Maennolsheim und Landersheim im Nordosten, Knœrsheim und Zeinheim im Südosten, Jetterswiller im Südwesten, Reutenbourg im Westen und Kleingœft im Nordwesten.

## Bevölkerungsentwicklung
| 1962 | 1968 | 1975 | 1982 | 1990 | 1999 | 2006 | 2012 | 2014 |
| ---- | ---- | ---- | ---- | ---- | ---- | ---- | ---- | ---- |
| 223  | 223  | 216  | 219  | 223  | 244  | 253  | 255  | 260  |